# Щасливчик (фільм)
«Щасливчик» (англ. The Lucky One) — американський драматичний фільм. Режисер фільму Скотт Хікс, екранізація однойменного роману Ніколаса Спаркса. Світова прем'єра фільму відбулась 20 квітня 2012 року.

## Сюжет
Американський морський піхотинець Логан Тібо зумів залишитись живим після трьох військових місій в Іраку. Він свято вірив — його оберігає від смерті випадково знайдена фотографія красуні, що сміється, ім'я якої він навіть і не знав…
Чи можна закохатися в ту, яку ніколи не зустрічав? Після повернення додому, Логан приймає рішення знайти дівчину з фотографії. Чи зможе він її знайти? І чи потрібен він тій, чия чудова усмішка врятувала його від загибелі? І чи судилося зробити її щасливою?

## Український дубляж
Фільм дубльовано студією «Postmodern» у 2012 році.
- Режисер дубляжу: Катерина Брайковська
- Автор перекладу: Сергій SKA Ковальчук
- Звукорежисер: Олександр Мостовенко

Ролі дублювали: Наталя Романько-Кисельова, Андрій Федінчик, Надія Кондратовська, Андрій Мостренко, Євген Пашин, Андрій Гайдай, Дмитро Гаврилов, Михайло Кришталь, Олена Узлюк, Юрій Висоцький та інші.

## Цікаві факти
- Зак Ефрон прийняв пропозицію зіграти Логана Тібо, не читаючи сценарію, так як актор є великим прихильником творів Ніколаса Спаркса.
- На початок 2012 року «Щасливчик» — остання екранізація книги Ніколаса Спаркса.
- Зак Ефрон набрав 9 кг спеціально для ролі піхотинця Логана[2].